# (32447) 2000 SG6
2000 SG6 (asteroide 32447) é um asteroide da cintura principal. Possui uma excentricidade de 0.18842000 e uma inclinação de 18.75120º.
Este asteroide foi descoberto no dia 20 de setembro de 2000 por LINEAR em Socorro.